# Epimerella rubeni
Epimerella rubeni är en kvalsterart som beskrevs av Khanbekjan och Gordeeva 1991. Epimerella rubeni ingår i släktet Epimerella och familjen Epimerellidae. Inga underarter finns listade i Catalogue of Life.